# Vincenzo Coronelli
| Vincenzo Coronelli |  | Vincenzo Coronelli        |
| Vincenzo Coronelli |  | Zemljovid Jadranskog mora |

Vincenzo Maria Coronelli (Venecija, 16. kolovoza 1650. – Venecija, 9. prosinca 1718.), mletački geograf, kartograf, enciklopedist i teolog. 
Pristupio franjevcima, a 1674. završio je studij teologije u Rimu. Osnovao jedno od najstarijih geografskih društava na svijetu, Accademia Cosmografica degli Argonauti (1684.). Izradio više od 100 globusa (uključivši zemaljski i nebeski, atlase promjera 4 m za Luja XIV.), kao i značajan broj kartografskih i geografskih izdanja. Za zasluge u kartografskoj djelatnost dobio je naziv kartografa Mletačke Republike.
Objavio je i karte istočne obale Jadrana koje se smatraju do tada najiscrpnijima, a među njima je i najvjerojatnije prva poznata karta Delte Neretve, kao i karta Dubrovačke Republike koju je izradio po narudžbi Malog vijeća Dubrovačke Republike.

## Izbor iz djela
- Memorie istoriograrfiche del Regno di Morea e Negroponte (1685.)
- Conquiste della Repubblica in Dalmazia, Epiro e Morea (1685.)
- Atlante veneto (1691. – 1695.)
- Isolario dell’ Atlante Veneto (1697.)
- Biblioteca universale (1701–09.)

## Vanjske poveznice
- Vincenzo Maria Coronelli Hrvatska tehnička enciklopedija, portal hrvatske tehničke baštine. LZMK